# Ericusa
Ericusa is een geslacht van weekdieren uit de klasse van de Gastropoda (slakken).

## Soorten
- Ericusa fulgetrum (G. B. Sowerby I, 1825)
- Ericusa naniforma Bail & Limpus, 2013
- Ericusa papillosa (Swainson, 1822)
- Ericusa sericata Thornley, 1951
- Ericusa sowerbyi (Kiener, 1839)

### Synoniemen
- Ericusa orca Cotton, 1952 => Ericusa fulgetrum (G. B. Sowerby I, 1825)